# Partenariat enregistré (Suisse)
Pour un article plus général, voir Partenariat enregistré.

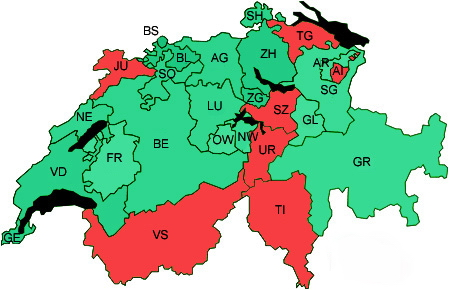
Résultat des votations pour la LPart en 2005.

La loi fédérale sur le partenariat enregistré entre personnes du même sexe, dans sa forme courte loi sur le partenariat ou LPart (en allemand Eingetragene Partnerschaft), est entrée en vigueur en Suisse le 1er janvier 2007, après avoir été approuvée en référendum en 2005.
La Suisse est devenue le premier pays au monde où la reconnaissance des couples homosexuels a été accordée directement et largement (58 %) par le peuple.
Une réforme entrée en vigueur en 2018 permet l'adoption interne aux couples liés par un partenariat enregistré, c'est-à-dire l'adoption des enfants de l'un et l'autre des partenaires.

## Objectif poursuivi
La LPart, concernant exclusivement les unions homosexuelles, est une réponse fédérale à la reconnaissance de ces couples, après que certains cantons ont pris des dispositions sur cette question.
Si elle marque incontestablement un progrès essentiel dans la reconnaissance des couples de même sexe, cette loi est parfois perçue comme discriminatoire dans la mesure où elle ne met pas à égalité les couples homosexuels et hétérosexuels. Les interdictions explicites de l'adoption et de la procréation médicalement assistée (art. 28 LPart), par exemple, sont ressenties comme particulièrement injustes par une partie des lesbiennes et des gays.
Néanmoins, cette loi amène une reconnaissance politique et juridique importante des couples homosexuels. Elle introduit notamment plusieurs principes qui se trouvaient déjà dans le droit du mariage, comme le devoir d'assistance et de respect envers le partenaire (art.12 LPart) ou encore l'interdiction pour un des partenaires d'aliéner le logement commun sans le consentement de son partenaire (art. 14 LPart). Plus important encore, le texte fait du partenaire l'héritier légal en cas de décès (art. 31 a contrario LPart).

## Genèse
Après adoption de lois cantonales successives et en prévision de projets futurs, le Conseil fédéral réfléchit dès 2002 à faire adopter une loi fédérale visant à améliorer la situation juridique des couples homosexuels, car selon lui :
« Les solutions cantonales ont pour inconvénient majeur de se limiter aux seuls domaines entrant dans la compétence des cantons et de ne s’appliquer qu’aux partenaires résidant dans le canton qui a légiféré. Elles ne réalisent ainsi les exigences des couples homosexuels que de manière fort incomplète et ont une signification plus symbolique que pratique ».
La loi fédérale sur le partenariat enregistré entre personnes du même sexe (LPart, aussi appelée PEPS) adoptée à une majorité de 3/4 des voix par l'Assemblée fédérale le 18 juin 2004, ouvre aux couples homosexuels certains droits et protections analogues à ceux dont bénéficient les couples hétérosexuels mariés :
- modification de l'état civil ;
- statut de parents-proches ;
- imposition commune ;
- sécurité sociale ;
- assurances ;
- indivision des biens ;
- même nom de famille (à partir du 1er janvier 2013).

Seules 3 procédures font exception et ne sont pas ouvertes aux couples homosexuels :
- l'adoption ;
- la procréation médicalement assistée ;
- la naturalisation facilitée.

La loi prévoit également que les couples homosexuels mariés dans les pays où cela est possible (notamment les Pays-Bas, l'Espagne et la France) peuvent obtenir la reconnaissance de leur union dans la limite des droits prévus par la LPart.
La première union a été célébrée le 2 janvier 2007 dans le canton du Tessin.

### Opposition et religion
L'Union démocratique fédérale, parti conservateur, rassemble assez de signatures pour l'organisation d'un référendum facultatif contre la LPart, notamment grâce à l'appui d'autres partis de la droite suisse (l'UDC et DS). Organisée le 5 juin 2005, cette votation a permis l'adoption par le peuple suisse de la loi fédérale avec 58 % des suffrages (1 557 671 oui contre 1 126 578 non) et son entrée en vigueur le 1er janvier 2007.
Le 1er décembre 2012, le Synode de l'Église évangélique réformée du canton de Vaud (EERV) a accepté le principe d'un rite pour les couples homosexuels en partenariat enregistré. L'Église protestante vaudoise est ainsi devenue la dixième en Suisse, et la première exclusivement francophone, à proposer un rite aux couples de même sexe, après notamment celles de Fribourg et Berne-Jura.

## Précédentes initiatives au niveau cantonal

### Genève
Dans le canton de Genève depuis le 5 mai 2001, les couples, quel que soit leur sexe, peuvent faire enregistrer leur union à la chancellerie d’État ou auprès d’un notaire, grâce à la loi sur le partenariat du 15 février 2001, inspirée du Pacs français.
Le terme Pacs est parfois utilisé dans le langage courant, car il est, comme le Pacs français, ouvert aux couples hétérosexuels (comme la loi sur le partenariat du canton de Neuchâtel, mais à la différence de la loi zurichoise, qui réserve le partenariat aux couples de même sexe).
Les premiers couples à faire enregistrer leur union à Genève - et donc en Suisse - l'ont fait le 8 mai 2001. Il s'agissait de deux couples homosexuels : Yves de Matteis, militant gay genevois, et son partenaire Patrick Berguer, ainsi que Florence et Nina, un couple binational franco-croate. Le premier couple hétérosexuel (Huguette Junod, féministe et auteure genevoise, et Jean-Pierre Clerc) s'est fait enregistrer quelques jours plus tard.
Ce partenariat enregistré genevois ouvre, sur le plan cantonal, les droits et obligations accordés aux couples mariés dans leurs relations avec l'administration à l'exception des impôts cantonaux et des prestations sociales.
Un an après son introduction, 70 couples (homosexuels et hétérosexuels) ont fait enregistrer leur union, dont 24 entre partenaires étrangers (ou avec un partenaire étranger).
En février 2005, 215 partenariats d'homosexuels et 54 d'hétérosexuels sont totalisés (et 19 dissous).
Le 23 novembre 2006, le canton de Genève a confirmé que le partenariat genevois subsisterait en parallèle avec le partenariat de niveau fédéral.

### Zurich
Le 22 septembre 2002, les habitants du canton de Zurich approuvent par référendum (62,7 % des voix) la loi cantonale sur l'enregistrement des partenariats homosexuels.
Excluant les concubins hétérosexuels, cette loi est pourtant plus généreuse que celle en vigueur à Genève.
En effet, les couples enregistrés qui s'engagent par contrat à faire ménage commun et à se porter assistance et respect sont égaux aux couples mariés en matière d'impôts (directs, des successions et des donations) et d'assistance sociale.
La loi, bien qu'elle ne soit applicable que dans le canton, prévoit en outre que « dans la mesure du possible, ils seront mis sur un pied d’égalité avec les couples mariés en matière d’exécution du droit fédéral ».
Entre juillet 2003 et fin 2004, 383 couples ont fait enregistrer leur union auprès de l’office de l’état civil.

### Neuchâtel
En juillet 2004, le canton de Neuchâtel suit la même voie de reconnaissance des couples non mariés.
En février 2005, 35 couples hétérosexuels et 21 couples de même sexe ont bénéficié de ces nouvelles dispositions.